# Kõrvemaa natúrpark
A Kõrvemaa natúrpark (észtül: Kõrvemaa maastikukaitseala) védett terület (natúrpark) Észtország északi részén, Harju és Järva megye területén. Felszínét közel száz kisebb-nagyobb tó, valamint számos láp és mocsár tagolja.
1957-ben nyilvánítottak védetté négy tavat Aegviidu környékén, majd 1971-ben jelentősen kiterjesztették a védett területet.

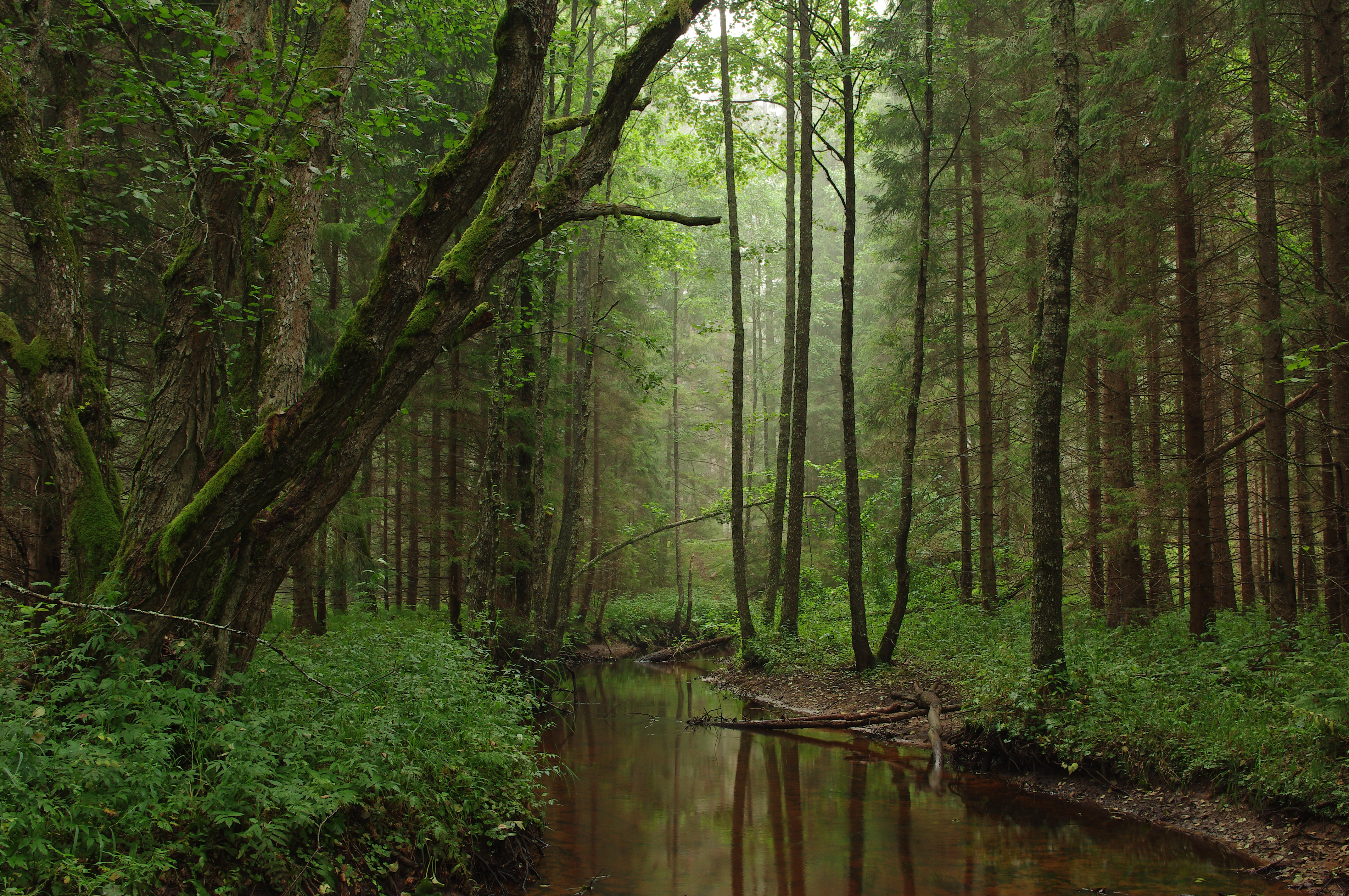
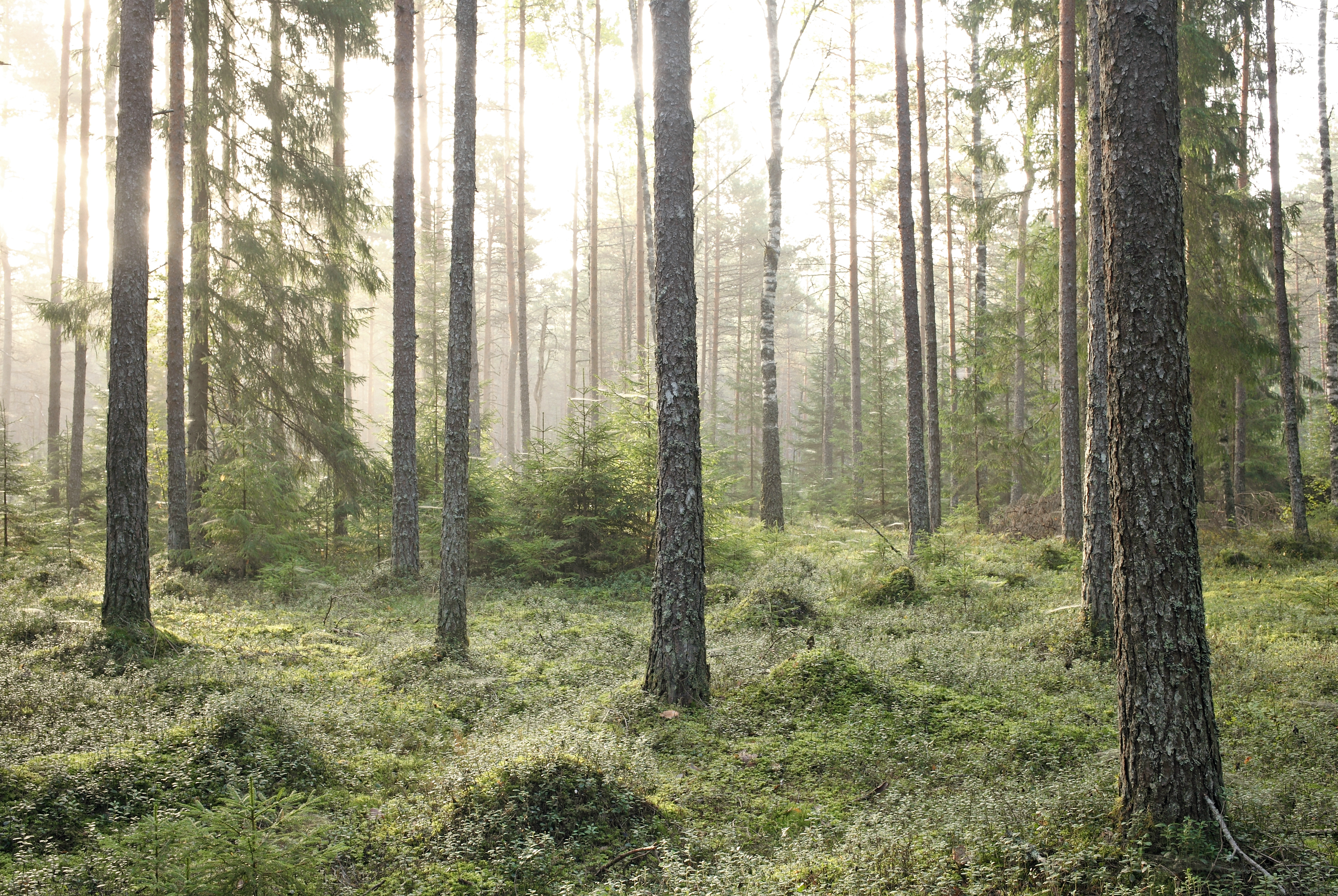
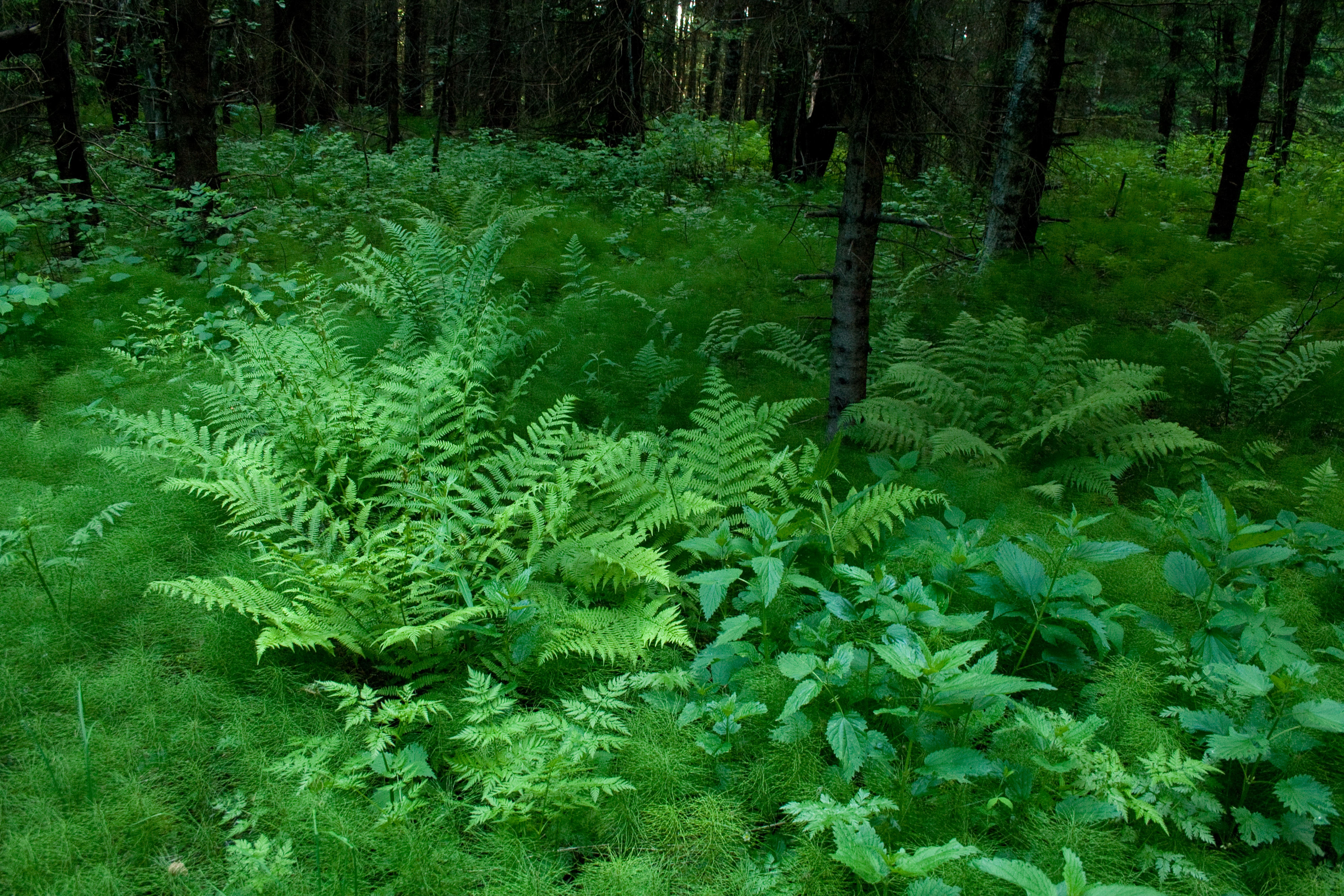
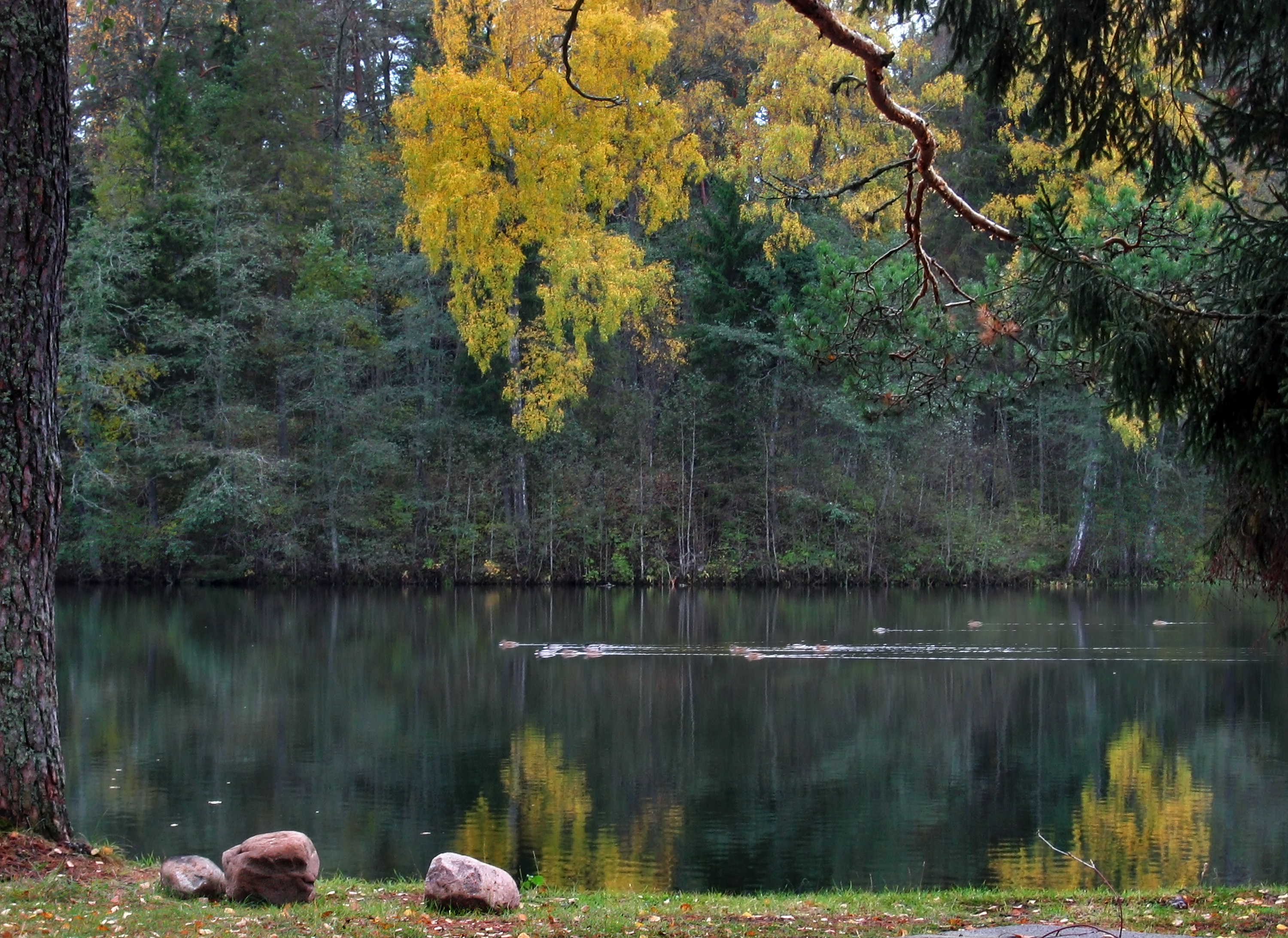
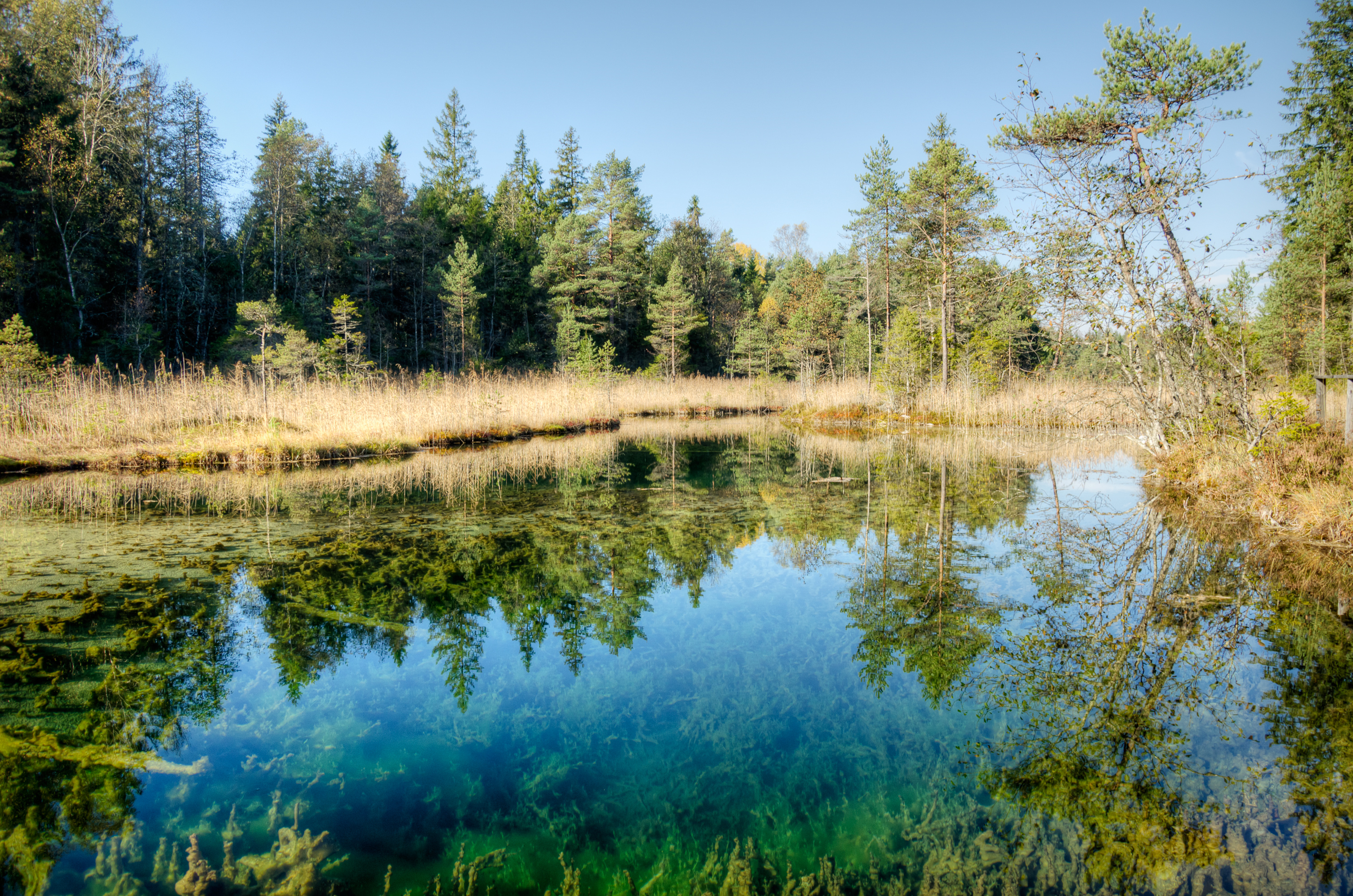
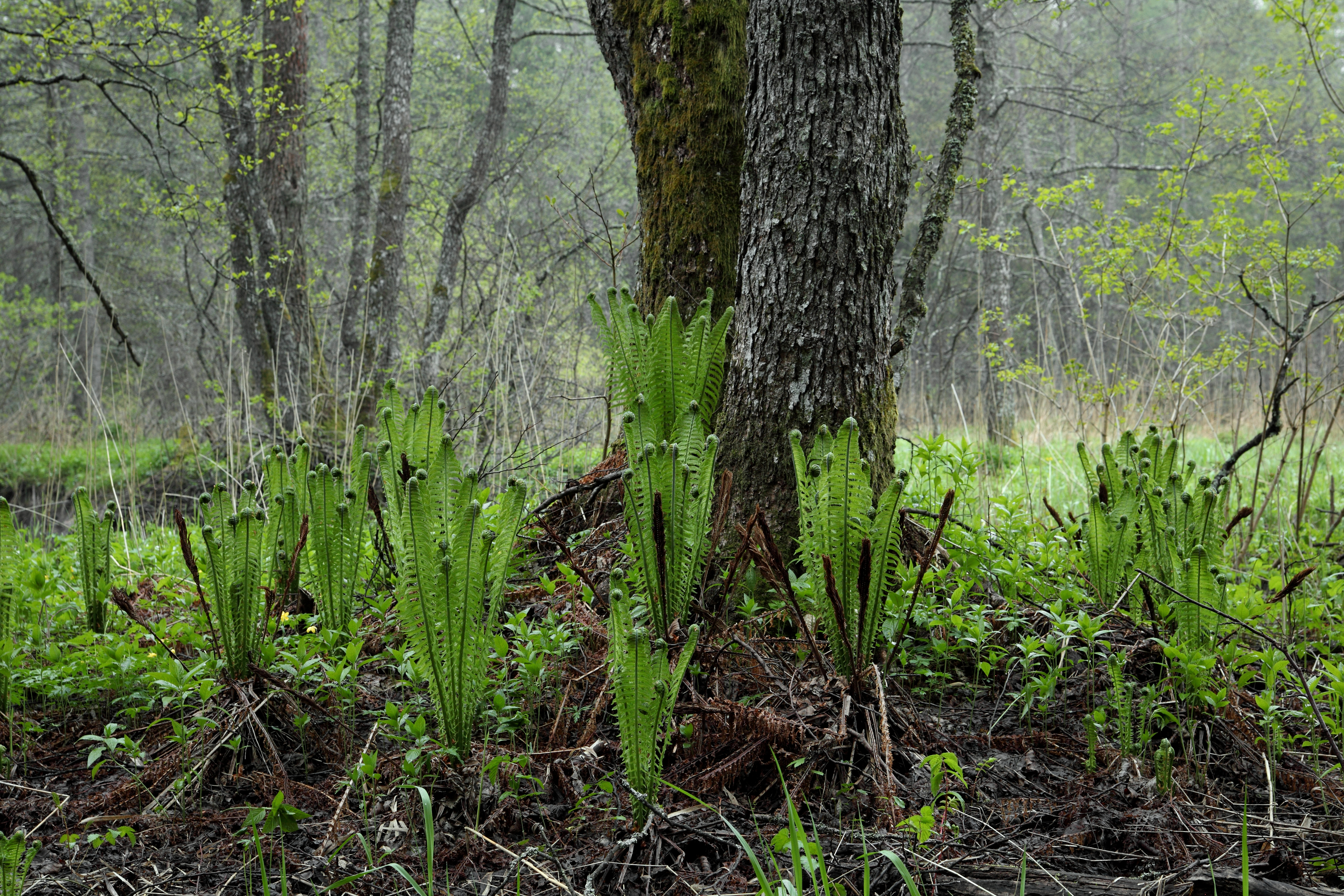